# Kuscsevszkajai járás

A Kuscsevszkajai járás a Krasznodari határterületen

A Kuscsevszkajai járás (oroszul Кущёвский муниципальный район) Oroszország egyik járása a Krasznodari határterületen. Székhelye Kuscsevszkaja.

## Népesség
- 1989-ben 66 238 lakosa volt.
- 2002-ben 70 513 lakosa volt, melyből 63 128 orosz (89,5%), 1 842 ukrán, 1 637 örmény, 534 tatár, 441 török, 307 fehérorosz, 276 német, 273 azeri, 185 grúz, 163 cigány, 85 görög, 41 adige.
- 2010-ben 67 164 lakosa volt.